# 李德康
李德康，SBS，MH，JP，是前香港黃大仙區東頭選區區議員、民建聯成員，曾任黃大仙區議會主席。
李自2007年香港區議會選舉接棒自由黨馮光中後，分別在2011年香港區議會選舉及2015年香港區議會選舉順利連任，但他在2019年區議會選舉，敗給人民力量執行委員、黃大仙東頭（前）社區主任溫子眾。